# グラントレー・アダムス国際空港
グラントレー・アダムス国際空港（英: Grantley Adams International Airport）は、バルバドス唯一の国際空港である。首都ブリッジタウンの東方、クライスト・チャーチ教区にある。空港名は西インド連邦の初代首相でバルバドス出身のグラントレー・アダムスから名付けられた。

## 就航路線
| 航空会社                         | 就航地 |
| -------------------------------- | --- |
| エアー・カナダ                   | モントリオール [季節運航]、トロント                                                                                      |
| エア・アンティル                 | フォールドフランス |
| エア・カライベス                 | マルティニーク [季節運航]                                                                                                |
| エア・トランザット               | トロント [季節運航] |
| アメリカン航空                   | マイアミ、ニューヨーク                                                                                                   |
| エンヴォイ・エア                 | サンフアン |
| ブリティッシュ・エアウェイズ     | ロンドン、トバゴ |
| カリビアン航空                   | グレナダ、セントジョンズ、キングストン、ポートオブスペイン、シントマールテン                                             |
| コンドル航空                     | フランクフルト |
| デルタ航空                       | アトランタ |
| ジェットブルー航空               | ニューヨーク |
| LIAT                             | グレナダ、セントジョンズ、カノーアン、ドミニカ、ジョージタウン、キングスタウン、ポートオブスペイン、セントルシア、トバゴ |
| インターカリビアン航空           | アンティグア、ドミニカ、ジョージタウン、グレナダ、セントビンセント                                                       |
| サンウィング航空                 | トロント [季節運航] |
| TUIエアウェイズ                  | バーミンガム、ロンドン、マンチェスター                                                                                   |
| ヴァージン・アトランティック航空 | セントジョンズ、ロンドン、マンチェスター、セントルシア                                                                   |
| ウエストジェット航空             | トロント |
| KLMオランダ航空                  | アムステルダム[季節運航](2025年10月26日より運航再開予定)                                                                 |

### 貨物便
- Amerijet International
- フェデックス エクスプレス
- Seawell Air Services (SAS) Limited
- ユナイテッド・パーセル・サービス

## 事件と事故
- 1976年10月6日、クバーナ航空455便が本空港を離陸直後に機内で爆弾が爆発、パイロットが機体の制御を喪失して沖合に墜落した（詳細はクバーナ航空455便爆破事件を参照）。